# Anne Thomas
Anne Thomas (født 1968) er en dansk ingeniør og politiker. Hun var viceborgmester i Bornholms Regionskommune fra 2018 til 2019 for Alternativet. Hun trak sig 1. august 2019 da hun blev direktør for Center for Regional- og Turismeforskning i Nexø. I september 2023 meldte hun sig ind i Socialdemokratiet.

## Viceborgmester
Ved kommunalvalget den 21. november 2017 fik  Alternativet 1.464 stemmer (6,0 procent) på Bornholm, heraf fik Anne Thomas 1.049 personlige stemmer. Dette gav hende en plads som nummer otte blandt de 23 medlemmer af kommunalbestyrelsen. Ved konstitueringen blev Anne Thomas valgt som viceborgmester for 2018 – 2021.

## Folketingskandidat
På et ekstraordinært årsmøde i København 13. september 2014 valgte Alternativet 10 spidskandidater til næste folketingsvalg. Anne Thomas blev partiets spidskandidat på Bornholm.
Ved folketingsvalget den 18. juni 2015 fik Alternativet 1.299 stemmer på Bornholm, heraf fik Anne Thomas 529 personlige stemmer.

## Forskningschef
Den 1. august 2019 blev Anne Thomas udnævnt til direktør for CRT-Bornholm (Center for Regional- og Turismeforskning).

## Privat
Anne Thomas er opvokset på landet, er gift med en sangskriver og musikproducer og har 6 børn. 